# Chabbanahalli, Nagamangala
Chabbanahalli là một làng thuộc tehsil Nagamangala, huyện Mandya, bang Karnataka, Ấn Độ.